# (2135) Аристей
(2135) Аристей (др.-греч. Ἀρισταῖος) — околоземный астероид из группы аполлонов, который характеризуется довольно вытянутой орбитой, из-за чего в процессе своего движения вокруг Солнца он пересекает не только орбиту Земли, но и Марса. Он был открыт 17 апреля 1977 года американскими астрономами Шелте Басом и Элеанорой Хелин в Паломарской обсерватории и был назван в честь персонажа древнегреческой мифологии Аристея.

Орбита астероида Аристей и его положение в Солнечной системе
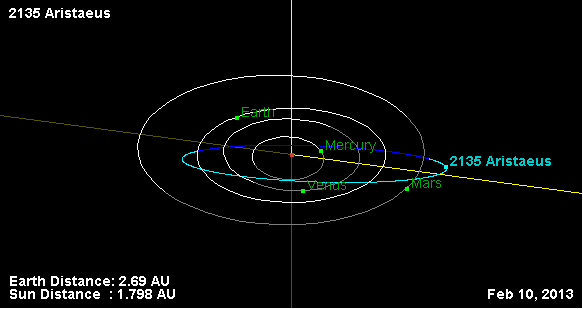
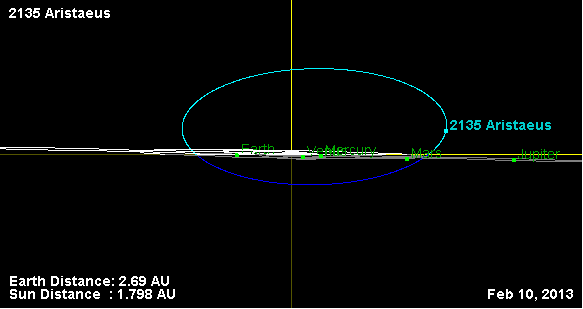
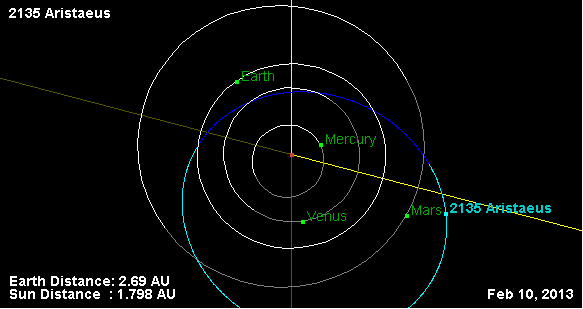